# مؤسسه پرتوشناسی بریتانیا
مؤسسه پرتوشناسی بریتانیا (British Institute of Radiology) معروف به BIR تأسیس ۱۸۹۷ میلادی نام یک مؤسسه در علوم فیزیک پزشکی و بویژه در علوم پرتوی است.
این انجمن نخستین انجمن پرتوشناسی در تاریخ است و در سال ۱۸۹۷ (یعنی تنها چند سال اندک پس از کشف رادیواکتیویته) با نام جامعه رونتگن (The Rontgen Society) در لندن تشکیل گردید. این انجمن هم از پزشک‌ها و هم از فیزیکدانها در یک سطح عضو می‌پذیرفت. امروزه این انجمن را با نام مؤسسه رادیولوژی بریتانیا می‌شناسند.

## نشریات
نشریات چاپ این مؤسسه عبارتند از:
- The British Journal of Radiology Online ISSN 1748-880X
- Imaging ISSN 0965-6812, Online ISSN 1748-8818
- Dentomaxillofacial Radiology (IADMFR). ISSN 0250-832X, Online ISSN 1476-542X